# Daniel Nazareth
Daniel Nazareth (ur. 8 czerwca 1948 w Bombaju, zm. 19 czerwca 2014 w Wiedniu) – indyjski kompozytor i dyrygent.
Zdobył wykształcenie na wydziale Handlu i Ekonomii Uniwersytetu w Bombaju w 1968 roku. Uzyskał dyplom z fortepianu w Royal College of Music w Londynie, w 1969 roku. Otrzymał wtedy nagrodę „Sir Adrian Boult Cup” ufundowaną przez brytyjskiego dyrygenta Adriana Boulta. Nazareth później kształcił się w „Hochschule für Musik und darstellende Kunst” i uzyskał dyplom z wyróżnieniem z dyrygentury w 1975 roku.
Był laureatem Międzynarodowego Konkursu Dyrygentów im. Nikołaja Malko w 1974 roku w Kopenhadze. Doprowadziło to do serii kontraktów w Skandynawii i dało możliwość studiowania prywatnie u Igora Markevitcha. W lecie 1976 roku, Nazareth był stypendystą Stowarzyszenia Dyrygentów Leonarda Bernsteina i Fundacji Muzycznej Dyrygentów Kusewickiego w Tanglewood, USA.
Tam jego mentorami byli Leonard Bernstein, Colin Davis i Seiji Ozawa.
Na zaproszenie Gian Carlo Menotti, Nazareth poprowadził swoją pierwszą operę, Così fan tutte, w lecie 1977 roku na festiwalu w Spoleto we Włoszech. Nazareth wygrał także pierwszy Konkurs Dyrygentów im. Ernesta Ansermeta w 1978 roku w Genewie.
Był dyrektorem muzycznym Teatro San Carlo w latach 1988 do 1990. W 1989 roku pełnił funkcję dyrektora muzycznego Ente Lirico Festival w Arena di Verona we Włoszech. Po zjednoczeniu Niemiec, Nazareth był głównym dyrygentem Orkiestry Mitteldeutscher Rundfunk od 1992 do 1996 roku. W 1993 roku wystąpił razem z orkiestrą w Watykanie w koncercie z okazji 15-lecia pontyfikatu Jana Pawła II, transmitowanym przez telewizję.
Produkcje wideo z Telewizji MDR z Lipska zawierają utwory Beethovena Missa Solemnis, Te Deum Brucknera, Symfonia nr 10 Mahlera, Requiem i Msza C-dur Mozarta oraz Carmina Burana Carla Orffa.
W sierpniu 2000 roku, prowadził Koncert z okazji Stulecia Opery Tosca Pucciniego na Stadionie Olimpijskim w Rzymie oraz na World Expo 2000 w Hanowerze. W lipcu 2002 roku poprowadził prawykonanie Symfonii nr 5 Gustava Mahlera w nowym specjalnym wydaniu zamówionym przez Międzynarodowe Towarzystwo im. Gustava Mahlera w Wiedniu, na Festiwalu w Bregencji w Austrii.
Nagrania Nazaretha obejmują wykonanie światowej premiery utworu Ottorino Respighi – „Sinfonia Drammatica” na temat Marco Polo.
Z Bawarską Orkiestrą Symfoniczną Radia i Telewizji i z Orkiestrą Filharmonii w Monachium nagrał utwory: Olivera Messiaen „L’Ascension”, Richarda Straussa „Aus Italien” i inne prace.
Kompozycje Daniela Nazaretha obejmują trzy tria fortepianowe, sonaty instrumentalne, „Gitanjali Songs” – utwory do tekstów Rabindranath Tagore, piosenki Gustava Mahlera, serie „Concerti Sinfonici” na skrzypce i orkiestrę, altówkę i orkiestrę, wiolonczelę i orkiestrę, fortepian i orkiestrę, Singspiel (śpiewogra) „Leonardo Bridge” na temat projektu mostu Leonarda da Vinci dla Stambułu, włoska opera „Fontana dell’Amore”, rozgrywająca się w średniowiecznej Toskanii, kantata „Children of Gandhi” („Dzieci Gandhiego”) oraz Symfonia Bara’a. Napisał scenariusz „Gustav i Alma”, który opowiada o triumfach i tragediach, w trudnej ostatniej dekadzie życia Gustava Mahlera.
Jego ostatnim utworem jest „Missa franciscana” poświęcony papieżowi Franciszkowi.
Daniel Nazareth zmarł 19 czerwca 2014 roku po krótkiej, ale gwałtownej chorobie w Wiedniu.